# Federatie van Katholieke Kringen en Conservatieve Verenigingen
De Federatie van Katholieke Kringen en Conservatieve Verenigingen (Frans: Fédération des Cercles catholiques et des Associations conservatrices) was een verbond van conservatieve politieke verenigingen in België, dat de facto de Katholieke Partij vormde.

## Geschiedenis

### Oprichting
De politieke organisatie in België beperkte zich aanvankelijk tot verenigingen van cijnskiezers per kieskring (kiesverenigingen) die onder elkaar beslisten hoe de kieslijst er zou uitzien. In de jaren vijftig van de negentiende eeuw zien verschillende arrondissementele conservatieve kiesverenigingen het licht onder de naam Association constitutionnelle conservatrice of een variante daarop.
Op 11 juli 1864 werden de katholieke en conservatieve arrondissementele kiesverenigingen verenigd in de Bond van Conservatieve Verenigingen, ofwel de Federatie der Kiesverenigingen, die fungeerde als coördinatieorgaan.
De katholieke kringen waren aanvankelijk sociaal-culturele verenigingen voor katholieke leden van de leidende klasse, die zich bezighielden met vorming, de katholieke identiteit en politieke actie tegen het antiklerikalisme. Zij waren opgevat als een soort antiloges en kenden een grote bloei door de Mechelse congressen (1863, 1864 en 1867), georganiseerd door Edouard Ducpétiaux. Een vijftigtal lokale kringen werd op 22 oktober 1868 verenigd in de Federatie van Katholieke Kringen. Op 18 augustus 1869 ging te Mechelen een congres door van deze katholieke kringen; deze gebeurtenis wordt sindsdien ook beschouwd als stichtingscongres van de Katholieke Partij.
Voorzitter was senator François de Cannart d'Hamale en algemeen secretaris de journalist Amand Neut.
Naar aanleiding van de schoolstrijd nam de Cannart begin 1884 ontslag. In 1884-1885 werden de beide organisaties samengesmolten, aanvankelijk (maart 1884) met August Beernaert als voorzitter, vervolgens (eind 1884) onder de leiding van Charles Woeste.

### Aan de macht
Bij de verkiezingen van 10 juni 1884 haalden de katholieken de meerderheid in het parlement. Een en ander is het gevolg van de agitatie door de Nationale Unie voor het Herstel der Grieven (Union Nationale pour le Redressement des Griefs) tegen het antiklerikale schoolbeleid en voor de herwaardering van het platteland. In het arrondissement Brussel verliezen alle 16 liberale volksvertegenwoordigers hun zetel aan de Onafhankelijken, een groep van ontevredenen onder leiding van graaf Adrien d'Oultremont, die zich weldra integreren binnen de katholieke partij.
De katholieken waren hierop dertig jaar onafgebroken alleen aan de macht. In 1888 werd de Nationale Unie voor het Herstel der Grieven, die inmiddels haar doel had bereikt, opgeslorpt door de Federatie. Intussen geraken de volksklassen echter meer georganiseerd: de Belgische Werkliedenpartij wordt opgericht in 1885. Uit vrees voor de socialisten wordt in 1893 het algemeen meervoudig stemrecht toegestaan. Vertegenwoordigers van katholieke arbeiders en boeren kregen in sommige arrondissementen voortaan een plaats op de kieslijst. In het arrondissement Aalst stelde de plaatselijke conservatieve kiesvereniging in 1894 de lijst niet open voor de christendemocraten, wat aanleiding was voor de afscheuring van de daensistische Christene Volkspartij.
Bij de verkiezingen van 1912 moest de Federatie het hoofd bieden aan een liberaal-socialistisch kartel, maar slaagde erin de meerderheid te behouden.

### Einde van het machtsmonopolie
Tijdens de Eerste Wereldoorlog moet de Katholieke partij dulden dat er liberale en socialistische ministers mee in de oorlogsregering worden opgenomen. Na de oorlog ziet de Federatie zich voor voldongen feiten gesteld wanneer het algemeen enkelvoudig stemrecht wordt ingevoerd en er haar een regering van nationale eenheid wordt opgedrongen, met een eerste minister (Léon Delacroix) die niet uit haar rangen afkomstig is.
De katholieke partij valt vanaf dat ogenblik ook niet meer samen met de Federatie. De Federatie van Kringen is vanaf 19 augustus 1921 enkel nog een van de vier samenstellende leden van het Katholiek Verbond van België, een nieuwe standenpartij waarin de verschillende leden paritair in zijn vertegenwoordigd. Zij is er de spreekbuis van de bourgeoisie en de adel, naast het Algemeen Christelijk Werkersverbond (ACW), de Belgische Boerenbond en de Christelijke Landsbond van de Belgische Middenstand.
Paul Segers, die in 1919 Woeste is opgevolgd als nieuwe voorzitter van de Federatie der Kringen, negeert zo niet saboteert waar mogelijk de werking van het Verbond, en werpt zich op als de rechtmatige opinievertolker van de katholieke rechterzijde. Zij staat vooral sterk in Wallonië, waar de katholieke arbeiders-, boeren- en middenstandsorganisaties minder zijn ontwikkeld.
Het is deze conservatief-katholieke vleugel die te lijden heeft onder de opkomst van Rex, aanvankelijk een beweging binnen de marge van de Federatie. In 1934 verstoort Léon Degrelle het congres van Federatie. Bij de verkiezingen van mei 1936 krijgt de Federatie zware klappen: ze blijkt op rechts ingehaald door Rex, dat dezelfde rekruteringsbasis en electoraat heeft. Charles d'Aspremont Lynden is sinds maart 1936 de nieuwe voorzitter; hij knoopt gesprekken aan met Rex om te komen tot een hergroepering op rechts.
Eind 1936 wordt de Katholieke Unie ontbonden en vervangen door een tweeledige structuur, waarin er geen plaats meer is voor de Federatie van Kringen. De Federatie bleef weliswaar nog bestaan tot in augustus 1945, toen de Christelijke Volkspartij (CVP) werd opgericht.

## Ideologie
De verworvenheden van de Franse Revolutie zijn onomkeerbaar en het heeft geen zin om alles reactionair terug te draaien. In de plaats daarvan moet er ten volle gebruikgemaakt worden van de grondwettelijk gewaarborgde rechten, met name de vrijheid van onderwijs, van eredienst en van vereniging, om binnen de moderne samenleving het zielenheil van de gelovigen te verwezenlijken. De overheid heeft zich niet in te laten met de inhoud van met name het onderwijs.
Sociaal-economisch wordt het liberalisme gehuldigd: tegen de inmenging van de overheid in private aangelegenheden zoals eigendom en de arbeidsverhoudingen. De katholieke patroons zullen zich op paternalistische wijze het lot van hun werkvolk aantrekken.

## Voorzitters
| Naam                         | Periode                           |
| ---------------------------- | --------------------------------- |
| François de Cannart d'Hamale | 18 augustus 1869 - 15 maart 1884  |
| Auguste Beernaert            | 15 maart 1884 - 8 december 1884   |
| Charles Woeste               | 8 december 1884 - 13 januari 1919 |
| Paul Segers                  | 13 januari 1919 - 4 maart 1936    |
| Charles d'Aspremont Lynden   | 4 maart 1936 - 7 juni 1939        |
| Henri Carton de Tournai      | 7 juni 1939 - 18 augustus 1945    |

## Politieke mandaten

### Overzicht regeringsdeelnames
| Regering                   | Premier                                       | Van              | Tot              |
| -------------------------- | --------------------------------------------- | ---------------- | ---------------- |
| D'Anethan                  | Jules Joseph d'Anethan                        | 2 juli 1870      | 1 december 1871  |
| De Theux de Meylandt-Malou | Barthélémy de Theux de Meylandt & Jules Malou | 7 december 1871  | 11 juni 1878     |
| Malou-Jacobs-Woeste        | Jules Malou                                   | 16 juni 1884     | 26 oktober 1884  |
| Beernaert                  | Auguste Beernaert                             | 26 oktober 1884  | 17 maart 1894    |
| De Burlet                  | Jules de Burlet                               | 26 maart 1894    | 25 februari 1896 |
| De Smet de Naeyer I        | Paul de Smet de Naeyer                        | 25 februari 1896 | 23 januari 1899  |
| Jules Vandenpeereboom      | Jules Vandenpeereboom                         | 24 januari 1899  | 31 juli 1899     |
| De Smet de Naeyer II       | Paul de Smet de Naeyer                        | 5 augustus 1899  | 12 april 1907    |
| De Trooz                   | Jules de Trooz                                | 1 mei 1907       | 31 december 1907 |
| Schollaert                 | Frans Schollaert                              | 9 januari 1908   | 8 juni 1911      |
| De Broqueville I*          | Charles de Broqueville                        | 18 juni 1911     | 1 juni 1918      |
| Cooreman                   | Gerhard Cooreman                              | 1 juni 1918      | 21 nov. 1918     |
| Delacroix I                | Léon Delacroix                                | 21 nov. 1918     | 17 nov. 1919     |
| Delacroix II               | Léon Delacroix                                | 2 dec. 1919      | 3 nov. 1920      |
| Carton de Wiart            | Henri Carton de Wiart                         | 20 nov. 1920     | 20 nov. 1921     |

Al deze regeringen bestonden uitsluitend uit leden van de Katholieke Partij, uitgezonderd de vijf laatste. Deze regeringen, te beginnen met de De Broqueville vanaf 1917, zijn coalitie-regeringen waarin ook de Liberale Partij en de Belgische Werkliedenpartij (BWP) vertegenwoordigd waren.

### Gewezen ministers
De ministers van de Katholieke Partij in de periode 1869-1918 waren:
- Jules Joseph d'Anethan
- Joseph Kervyn de Lettenhove
- Prosper Cornesse
- Pierre Tack
- Victor Jacobs
- Jules Malou
- Armand Wasseige
- Guillaume d'Aspremont Lynden
- Charles Delcour
- Théophile de Lantsheere
- François Moncheur
- Barthélémy de Theux de Meylandt
- Auguste Beernaert
- Alphonse de Moreau
- Charles Woeste
- Jules Vandenpeereboom
- Joseph de Riquet de Caraman-Chimay

- Joseph Thonissen
- Joseph Devolder
- Jules Le Jeune
- Léon De Bruyn
- Ernest Mélot
- Jules de Burlet
- Henri de Merode-Westerloo
- Victor Begerem
- Paul de Smet de Naeyer
- Frans Schollaert
- Albert Nyssens
- Paul de Favereau
- Julien Liebaert
- Gerhard Cooreman
- Jules de Trooz
- Jules Van den Heuvel
- Louis van der Bruggen

- Arthur Surmont de Volsberghe
- Gustave Francotte
- Edouard Descamps
- Joris Helleputte
- Auguste Delbeke
- Armand Hubert
- Julien Davignon
- Léon de Lantsheere
- Paul Berryer
- Charles de Broqueville
- Jules Renkin
- Aloys Van de Vyvere
- Michel Levie
- Eugène Beyens
- Paul Segers